# Ryōzō Suzuki
Ryōzō Suzuki (鈴木 良三?, Suzuki Ryōzō; 20 settembre 1939) è un ex calciatore giapponese, di ruolo difensore.

## Statistiche

### Presenze e reti nei club
| Stagione | Squadra             | Campionato | Campionato | Campionato |
| Stagione | Squadra             | Comp       | Pres       | Reti       |
| -------- | ------------------- | ---------- | ---------- | ---------- |
| 1965     | Hitachi Head Office | JSL        | ?          | ?          |
| 1966     | Hitachi Head Office | JSL        | ?          | ?          |
| 1967     | Hitachi Head Office | JSL        | ?          | ?          |
| 1968     | Hitachi Head Office | JSL        | ?          | ?          |
| 1969     | Hitachi Head Office | JSL        | ?          | ?          |
| 1970     | Hitachi Head Office | JSL        | ?          | ?          |
|          | Totale              |            | 67         | 5          |